# Skottsund
Skottsund is een plaats in de gemeente Sundsvall in het landschap Medelpad en de provincie Västernorrlands län in Zweden. De plaats heeft 1052 inwoners (2005) en een oppervlakte van 105 hectare. De plaats ligt aan de rivier de Ljungan vlak bij de plaats waar deze uitmondt in zee. In de plaats ligt Sundsvalls golfbaan.